# Dekoherencja kwantowa
Dekoherencja kwantowa – w mechanice kwantowej proces opisujący oddziaływanie obiektu kwantowego z otoczeniem. Jest to fundamentalny proces tłumaczący, w jaki sposób mechanika klasyczna może być rozumiana jako przybliżenie mechaniki kwantowej. Oddziaływanie z otoczeniem stanowi realizację kwantowego pomiaru, procesu, który prowadzi do redukcji funkcji falowej. Dekoherencja zakłada oddziaływanie obiektu z otoczeniem w sposób nieodwracalny w sensie termodynamicznym, co niszczy interferencję między danym obiektem i otoczeniem. Innymi słowy dekoherencja eliminuje ewentualne splątanie układu kwantowego z otoczeniem. Dekoherencja może być rozumiana jako utrata informacji o układzie wskutek jego oddziaływania z otoczeniem.